# Maverick (Fernsehserie)
Maverick ist eine US-amerikanische Westernserie. Zwischen 1957 und 1962 wurden insgesamt 124 Schwarzweiß-Episoden produziert, welche auf dem US-amerikanischen Fernsehsender ABC ausgestrahlt wurden. In den Hauptrollen waren James Garner und Jack Kelly als Maverick-Brüder Bret und Bart sowie Roger Moore als deren Cousin Beauregarde „Beau“ Maverick zu sehen.

## Inhalt
James Garner verkörperte als Bret Maverick einen Spieler, der von Stadt zu Stadt und von Saloon zu Saloon zieht, um Geld zu machen. Dabei macht er sich aber nicht nur Freunde, so dass häufiger die Colts sprechen müssen oder Maverick gezwungen ist, sein Heil in der Flucht zu suchen. Einige Episoden ranken sich um Brets Bruder Bart (Jack Kelly), der mit ähnlichen Widrigkeiten zu kämpfen hat. In 15 Folgen ist auch Roger Moore in der Rolle als Cousin Beauregard Maverick zu sehen.

## Figuren

### James Garner als Bret Maverick
„Maverick, he didn’t want to fight. He’d rather smile and laugh. He was the reluctant hero… Yeah, I’m a maverick. Always have been.“

„Maverick wollte keinen Streit. Er wollte lieber lächeln und lachen. Er war der Held wider Willen ... Ja, ich bin ein Einzelgänger. Ich war immer einer.“

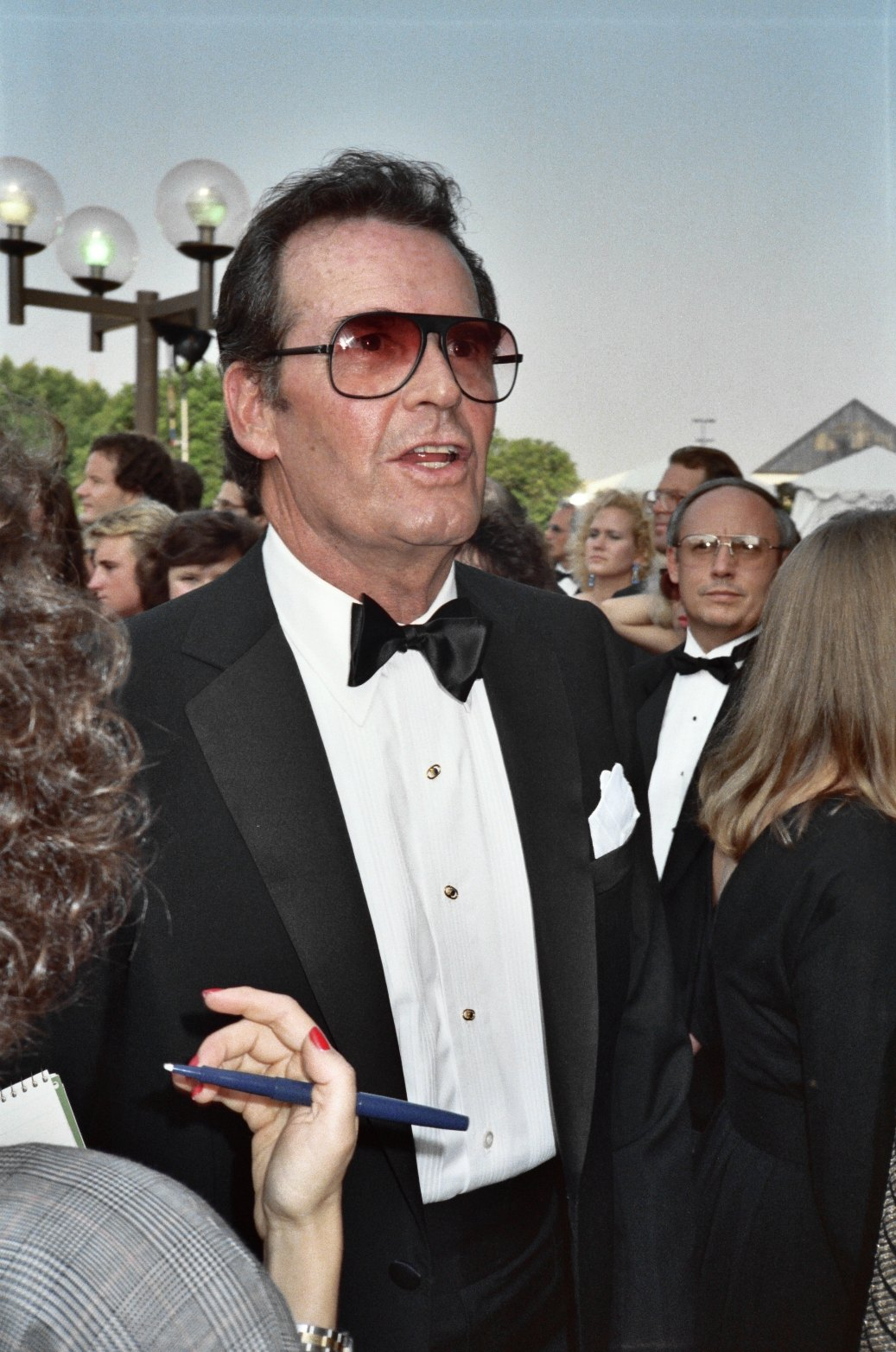
Hauptdarsteller James Garner, 1987

Bret Maverick verschmäht anstrengende Arbeit und verdient sein Geld lieber beim Pokerspielen in allen möglichen Saloons. Er gewinnt häufig, und selten geben sich seine Gegner damit zufrieden, was ihn zwingt, seine Fertigkeiten mit dem Colt unter Beweis zu stellen oder sein Heil in der Flucht zu suchen. Nicht selten läuft ihm dabei eine hübsche Frau in die Arme, die er beschützen muss. Er hält sich mit Sprüchen eher zurück und ist nicht erpicht darauf, sein Leben zu riskieren. Dennoch ist er in jeglicher Art des Faustkampfes unschlagbar.
Für James Garner bedeutete die sich zum Welthit entwickelnde Serie den endgültigen Durchbruch. Zwar hatte er zuvor in Kinofilmen, wie
Sayonara, an der Seite von Marlon Brando gespielt, jedoch immer nur in Nebenrollen. Garner versuchte seinen Bekanntheitsgrad aus Maverick für seine Kinokarriere zu nutzen und stieg 1960 aus der Serie aus.
Später kehrte er noch dreimal in die Rolle des Maverick zurück: 1978 im Fernsehfilm Die Rückkehr der Mavericks, 1979 in einem Gastauftritt in Mavericks großes Spiel und 1981 als Hauptdarsteller der Serie Bret Maverick.

### Jack Kelly als Bart Maverick
Bart Maverick ist der ältere, vernünftige Bruder von Bret. Jedoch gerät auch er als leidenschaftlicher Spieler in ähnliche Probleme wie sein Bruder.
Eigentlich war James Garner als alleiniger Hauptdarsteller der Serie vorgesehen. Um das Pensum an wöchentlichen Episoden zu bewältigen, führten die Produzenten Jack Kelly als älteren Bruder ein. Eigentlich war Kelly nur sieben Monate älter als Garner.
Die Folgen von Garner und Kelly wurden von unterschiedlichen Produktionsteams gleichzeitig gedreht. Manchmal treten auch beide Mavericks in einer Folge auf, Garner in 60 der 124 Episoden.

### Roger Moore als Beauregarde „Beau“ Maverick

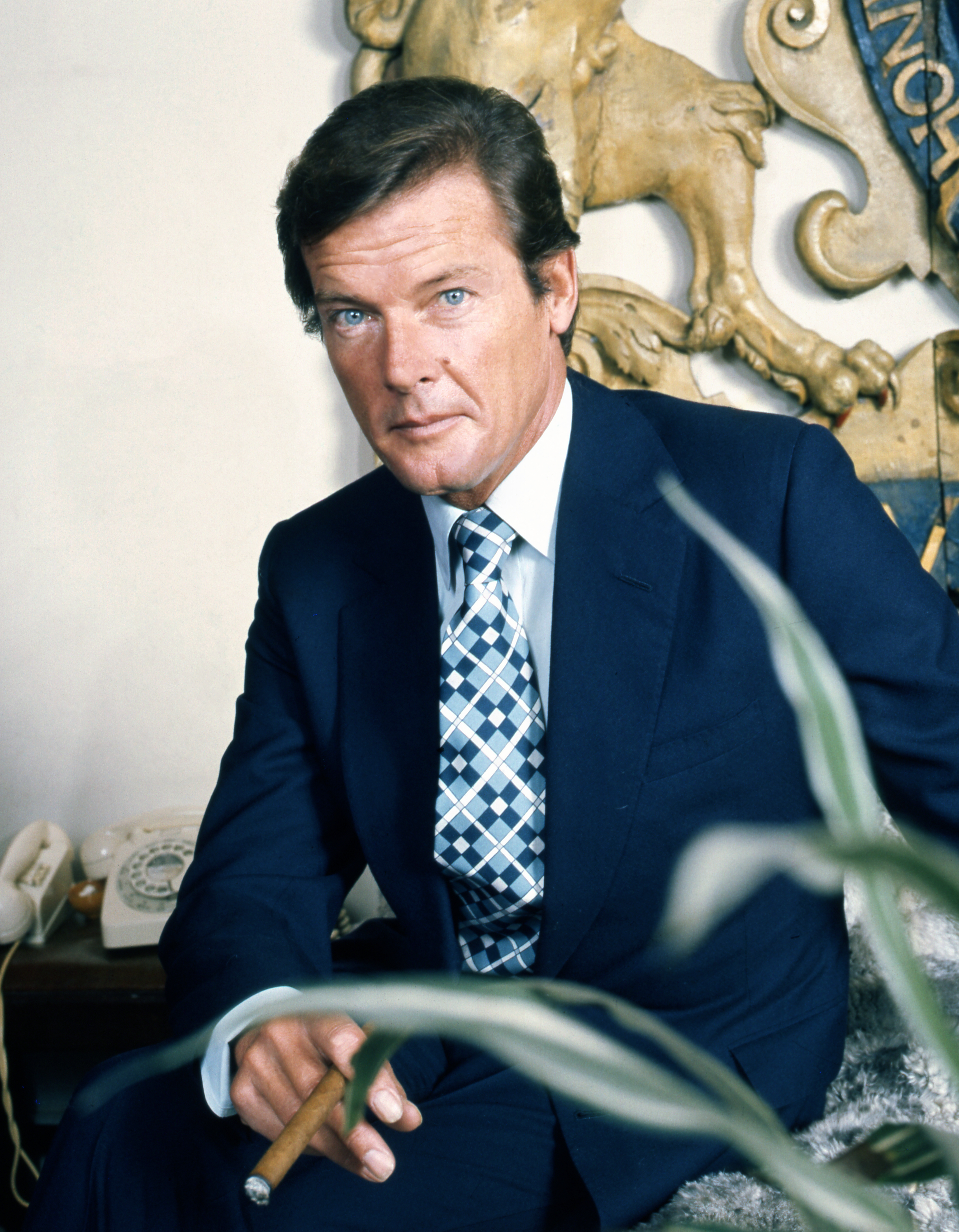
Hauptdarsteller Roger Moore, 1973

Beau Maverick, der Cousin von Bret und Bart, ist gerade von seinem Studium aus England zurückgekehrt. Beau will den Wilden Westen kennenlernen. Er ist zwar ein guter Pokerspieler, hat aber mehr Glück in der Liebe.
Eigentlich wurde die Rolle zuerst Sean Connery angeboten, der sie jedoch ablehnte. Roger Moore, der zuvor schon in der Westernfernsehserie Gold in Alaska (1959/60) zu sehen war, übernahm. Er war bereits zuvor als John Vandergelt in der Folge The Rivals neben James Garner und Jack Kelly aufgetreten.
Das Studio teilte ihm mit, dass er nicht als Ersatz für James Garner gedacht sei. In seiner Autobiografie berichtet Moore, dass in seinen Kostümen noch deutlich lesbar der Name Jim Garner stand.
Roger Moore äußerte sich über Maverick später positiv. Anfangs war er enttäuscht, dass Warner Brothers ihn nicht verstärkt in Kinofilmen einsetzte.

„Alles in allem war Maverick durchaus gelungen, und einige Drehbücher waren sogar richtiggehend lustig.“

### Mehrfach auftretende Nebenfiguren
- Efrem Zimbalist junior als Dandy Jim Buckley, ein durchtriebener Betrüger, der mit Bret wechselweise befreundet oder verfeindet ist. Er unterhält zu Bruder Bart eine wesentlich innigere Freundschaft.
- Diane Brewster als Samantha Crawford, eine Betrügerin, die Bret und Bart um größere Summen bringt und zugleich eine Affäre mit beiden hat.
- Richard Long als Gentleman Jack Darby ist ein Bart freundlich gesinnter Rivale, der eingeführt wurde, nachdem Efrem Zimbalist junior nicht mehr zur Verfügung stand.
- Arlene Howell als Cindy Lou Brown, eine schöne Betrügerin, die von Bart und Gentleman Jack begehrt wird.
- Leo Gordon als Big Mike McComb, ist ein irischer Freund von Bret und Bart und unterstützt sie in einigen Abenteuern. Leo Gordon war auch als Drehbuchautor tätig und schrieb später selbst einige Maverick-Folgen.
- Gerald Mohr und später Peter Breck als Doc Holliday. Mohr verkörperte Doc Holliday in den ersten Folgen mehr als rücksichtslosen Killer, während ihn Peter Breck in Staffel vier und fünf als liebenswerten Schelm spielt, der mit seinen Betrügereien Bart in Schwierigkeiten bringt.
- Robert Colbert als Brent Maverick, der dritte Bruder. Die Figur des Brent ist ähnlich wie seine Brüder angelegt. Colbert gastierte in einer Folge neben Jack Kelly und bestritt eine als Hauptdarsteller.

## Hintergrund
- Der Text zum Maverick-Thema von David Buttolph wurde von Paul Francis Webster geschrieben.[7]
- Roger Moore spielt zwar in 16 Folgen mit, jedoch nur in 15 als Beau Maverick. Zuvor hatte er bereits neben Garner und Kelly 1959 John Vandergelt gespielt.
- 1958 produzierte Jeep ein Maverick-Special des Jeep Wagons in Anlehnung an die populäre Fernsehserie.[8]
- Die Serie gab auch der NBA-Mannschaft Dallas Mavericks ihren Namen.[9]

## Gastauftritte
Unter anderem trat der damals noch unbekannte Clint Eastwood in einer Folge mit James Garner und Jack Kelly auf (Staffel 2, Episode 19). Robert Redford spielte in einer Folge mit Jack Kelly seine erste Rolle überhaupt (Staffel 3, Episode 23). In einer Folge mit Roger Moore war Lee Van Cleef zu sehen (Staffel 4, Episode 25). Ebenso gastierten:
- Martin Landau
- John Carradine
- Buddy Ebsen
- Alan Hale junior
- Jim Backus
- Clint Eastwood
- Lee Van Cleef
- Slim Pickens
- George Kennedy
- John Gavin
- Mike Connors
- Chad Everett
- Patric Knowles
- Adam West
- Robert Redford
- Dan Blocker
- Ellen Burstyn
- Louise Fletcher
- Mala Powers
- Ruta Lee
- Abby Dalton
- Dawn Wells
- Connie Stevens
- Joanna Barnes

### Handlungsüberschneidungen
Bereits zu dieser Zeit gab es Handlungsüberschneidungen mit anderen Fernsehserien. So trat Clint Walker als Cheyenne Bodie auf, der Hauptfigur aus der ebenfalls von Warner Brothers produzierten Fernsehserie Cheyenne. Auch die von Will Hutchins verkörperte Hauptfigur Tom „Sugarfoot“ Brewster aus der Fernsehserie Sugarfoot war in Maverick zu sehen. Im Gegenzug trat auch James Garner als Bret Maverick in Cheyenne und Sugarfoot auf. Eine weitere Überschneidung gab es mit der Westernserie Lawman, dessen Hauptfigur Johnny McKay, gespielt von Peter Brown, auch in Maverick auftrat.

## Maverick Statue
Am 21. April 2006 wurde eine etwa drei Meter hohe Statue von James Garner als Bret Maverick in dessen Heimatstadt Norman (Oklahoma) präsentiert. Garner war bei der Dernkmalsenthüllung anwesend.

## Comics
Bereits 1957 wurde Maverick vom amerikanischen Dell-Verlag als Comic adaptiert. Die Geschichten basierten teilweise auf den TV-Episoden. Auch die Cover trugen Szenen aus der Serie. Mit Ende der Serie 1962 wurden auch die Comics nach 19 Ausgaben eingestellt. Im deutschsprachigen Raum wurden vom Bildschriftenverlag 13 Comics zwischen 1965 und 1966, mit abweichendem gezeichnetem Cover veröffentlicht.

## DVD-Veröffentlichung
In den USA und Kanada erschien am 27. September 2005 eine Best-Of-DVD mit drei Folgen von Garner und Kelly. Am 29. Mai 2012 wurde in den USA und Kanada erstmals die komplette erste Staffel auf DVD herausgebracht, die zweite Staffel ist am 23. April 2013 ebenfalls erstmals auf DVD erschienen. Die Folge Duell at Sundown mit Clint Eastwood wurde der DVD-Edition seines Films Erbarmungslos als Extra mit deutschen Untertiteln mitgegeben. Im Dezember 2019 begann Pidax mit der Veröffentlichung der deutschsprachigen Folgen auf DVD.

## Nachfolgeserien und Filme
Im Jahr 1978 wurde in den USA der Fernsehfilm Die Rückkehr der Mavericks, in dem James Garner und Jack Kelly ihre Rollen wieder aufnahmen, produziert. Charles Frank spielte in diesem Film Ben Maverick, den Sohn des Cousins Beau, Jack Kelly hatte nur einen kurzen Auftritt gegen Ende des Films. Der Fernsehfilm diente außerdem als Pilotfilm für die im Folgejahr 1979 in den USA gestartete Serie Young Mavericks, die es bis 1980 auf acht Episoden brachte. In Deutschland war sie 1994 unter dem Titel Mavericks großes Spiel zu sehen. Charles Frank spielte hier die Hauptrolle, James Garner hatte einen kurzen Gastauftritt in der ersten Episode.
Erfolgreicher war die 1981 gestartete Serie Bret Maverick, erneut mit James Garner. Maverick hat sich nach dem Gewinn eines Saloons beim Pokern in einer Kleinstadt in Arizona niedergelassen. Die Serie bekam gute Kritiken und wurde für den Golden Globe und den Emmy nominiert. Dennoch setzte sie der Sender 1982 nach nur einer Staffel ab. In der letzten Folge hat auch Jack Kelly einen Gastauftritt als Bart Maverick, der zufällig auf seinen Bruder Bret trifft.
Sehr erfolgreich war der Kinofilm Maverick – Den Colt am Gürtel, ein As im Ärmel aus dem Jahre 1994 mit noch stärkerer Betonung der humoristischen Note. James Garner spielt hier einen pensionierten Marshall, der sich Maverick (diesmal Mel Gibson) an die Fersen heftet und sich später als Mavericks Vater herausstellt. Jodie Foster spielt die Gaunerin Annabelle Bransford, die ebenso wie der Marshall versucht, Maverick seine Pokergewinne wieder abzujagen.

## Auszeichnungen
Emmy 1958
Nominierungen
- Best Dramatic Series with Continuing Characters
- Best Editing of a Film for Television (Robert Sparr) Für die Episode: The Quick and the Dead
- Best New Program Series of the Year

Emmy 1959
Gewonnen
- Best Western Series

Nominierungen
- Best Actor in a Leading Role (Continuing Character) in a Dramatic Series (James Garner)
- Best Cinematography for Television (Ralph Woolsey) Für die Episode: Diamond in the Rough
- Best Cinematography for Television (Harold E. Stine) Für die Episode: Shady Deal at Sunny Acres
- Best Editing of a Film for Television (Robert Watts) Für die Episode: Saga of Waco Williams
- Best Editing of a Film for Television (Robert Sparr) Für die Episode: Rope of Cards

TV Land Awards 2003
Nominierung
- Best in the West